# Электростальский политехнический институт
Электроста́льский политехни́ческий институ́т — высшее учебное заведение в Электростали, филиал Московского политехнического университета.

## История
В 1959 году, согласно приказу № 278 Министра образования, создан вечерний факультет Московского института стали и сплавов в городе Электросталь на базе заводов «Электросталь» и Электростальского завода тяжёлого машиностроения.
В 1966 году Электростальский филиал реорганизован в филиал Всесоюзного заочного машиностроительного института (ВЗМИ).
В 1973 году Электростальский филиал ВЗМИ был возвращён Московскому институту стали и сплавов.
В 2013 году вошёл в состав Университета машиностроения.
С сентября 2016 г. Электростальский институт является филиалом Московского политехнического университета.